# Jorge Alvarado
Jorge Andrés Alvarado Torres (Puerto Montt Chile, 22 de febrero de 1980) es un ex-futbolista chileno. Jugaba de Defensa y actualmente está integrado al fútbol amateur, en el  club estrella blanca de puerto mont
En el 2016, Alvarado a través de los doce pasos, marca el penal que convirtió al JUD de Dalcahue en Campeón de Chile.
Durante el 2018 es jugador del Naval de Carelmapu. Tiene 3 hijos tiare Alvarado, Pía Alvarado y Jorge Alvarado.

## Clubes
| Club                  | País  | Año       |
| --------------------- | ----- | --------- |
| Deportes La Serena    | Chile | 2004-2005 |
| Deportes Puerto Montt | Chile | 2005-2006 |
| Ñublense              | Chile | 2007-2008 |
| Curicó Unido          | Chile | 2009      |
| Deportes Puerto Montt | Chile | 2010      |
| Deportes Concepción   | Chile | 2011      |
| Unión Temuco          | Chile | 2012-2013 |
| Deportes Puerto Montt | Chile | 2013-2014 |

- Datos: Q425531